# Barkerinpuisto
Le parc de Barker (finnois : Barkerinpuisto) est un parc du quartier de  Port Arthur à Turku en Finlande.

## Présentation
Le parc est en bordure du fleuve Aura entre les rues Linnankatu et Läntinen Rantakatu. 
À l'opposé de Linnankatu s'élève la colline Kakolanmäki et en bas du parc se trouve le quai de la barge Föri (fi). 
Le parc est nommé en mémoire de l'ancienne usine de John Barker qui était située à cet endroit. Sa superficie est de 1,1 hectare.